# Вейвлет Койфлет
К вейвлет-функциям с компактным носителем относятся вейвлеты Добеши, койфлеты и симмлеты. Метод построения вейвлет-функций с компактным носителем принадлежит Ингрид Добеши. Койфлеты являются частным случаем вейвлетов Добеши с нулевыми моментами скейлинг-функции.

## Основные положения теории вейвлет-функций
Вейвлеты — ортонормированный базис в {\displaystyle L_{2}}. С помощью вейвлет-анализа можно выделить высокочастотные всплески, например, в экспериментальных данных. В отличие от анализа Фурье, применяемого в этих же целях, вейвлет-анализ позволяет выявить не только частотную составляющую информации, но и её временную локализацию. Преимущества вейвлетов заключаются и в том, что для задачи приближения число спектральных коэффициентов много меньше числа спектральных коэффициентов Фурье. Это свойство используется в алгоритмах сжатия данных. Например, при одинаковом уровне сжатия по алгоритму JPEG и вейвлет-алгоритму, после восстановления, второй дает гораздо лучшее качество картинки .

### Построение систем вейвлет-функций

#### Определение скейлинг-функции
Пусть {\displaystyle \varphi (t)} представляет собой функцию из в {\displaystyle L_{2}}, такую что множество её трансляций
{\displaystyle \{{\varphi }_{0,\;k}(t){\bigr |}\varphi _{0,\;k}(t)=\varphi (t-k)\},} ({\displaystyle k\in \mathrm {Z} } — параметр масштабирующий частоту вейвлета)
образует ортогональный базис в {\displaystyle L_{2}(R)}.
Введем {\displaystyle {\varphi }_{j,\;k}(t)} согласно:
{\displaystyle {\varphi }_{j,\;k}(t)=2^{j/2}\varphi (2^{j}t-k)j,k\in \mathrm {Z} .}
Пусть {\displaystyle \{{\varphi }_{0,\;k}(t)\}} — ортонормированный базис пространства {\displaystyle V_{0}}. Тогда для любой функции {\displaystyle f(t)\in {\mbox{V}}_{\mathrm {0} }}:
{\displaystyle f(t)=\sum _{k}C_{k}\varphi (t-k).}
Далее, пусть {\displaystyle \{{\varphi }_{j,\;k}(t)\}} — ортонормированный базис пространства {\displaystyle V_{j}} , {\displaystyle j\in \mathrm {Z} }. Тогда мы получаем последовательность пространств {\displaystyle \{V_{j}{\bigr |}j\in \mathrm {Z} \}}, таких что
{\displaystyle V_{j}\subset V_{j+1}}.
Определение. Пусть {\displaystyle {\varphi }_{0,\;k}(t)} — ортонормированный базис в {\displaystyle V_{0}}, тогда разложение функции {\displaystyle f(t)\in L_{2}} по базисам пространств {\displaystyle \{V_{j}{\bigr |}j\in \mathrm {Z} \}} называется многомасштабным анализом в {\displaystyle L_{2}}.
Определение. Если {\displaystyle \{V_{j}{\bigr |}j\in \mathrm {Z} \}} является последовательностью пространств многомасштабного анализа в {\displaystyle L_{2}}, функция {\displaystyle \varphi (t)} порождает многомасштабный анализ и называется скейлингом.

#### Определение материнской вейвлет-функции
Пусть последовательность пространств {\displaystyle \{V_{j}{\bigr |}j\in \mathrm {Z} \}} является последовательностью пространств многомасштабного анализа в {\displaystyle L_{2}}. Определим пространство {\displaystyle W_{j}} как дополнение пространства {\displaystyle V_{j}} до пространства {\displaystyle V_{j+1}}, то есть {\displaystyle W_{j}=V_{j+1}\backslash V_{j}}.
Тогда
{\displaystyle V_{j}=V_{0}\oplus \bigoplus _{k=0}^{j}W_{k}},
или же:
{\displaystyle {L}_{2}=V_{0}\oplus \bigoplus _{j=0}^{\infty }W_{j}}. {\displaystyle (1)}
Построим материнскую вейвлет-функцию {\displaystyle \psi (t)\in {L}_{2}} ортогональную скейлинг-функции {\displaystyle \varphi (t)}. В результате получим набор функций {\displaystyle \{{\psi }_{j,\;k}(t){\bigr |}j,k\in \mathrm {Z} \}} — базис в пространстве {\displaystyle W_{j}}.

#### Вейвлет-разложение
Таким образом, согласно (1) и определению функций {\displaystyle {\psi }_{j,\;k}(t)} и {\displaystyle {\varphi }_{j,\;k}(t))} как базисов в соответствующих пространствах, получаем, что любая функция {\displaystyle f(t)\in L_{2}} может быть разложена в сходящийся в {\displaystyle L_{2}} ряд:
{\displaystyle f(t)=\sum _{k}{\alpha }_{k}{\varphi }_{0,\;k}(t)+\sum _{j}\sum _{k}{\beta }_{j,\;k}{\psi }_{k,\;j}(t),}
при этом коэффициенты ряда вычисляются следующим образом:
{\displaystyle {\alpha }_{k}=\int f(t){\varphi }_{0,\;k}^{\ast }(t)dt,}
{\displaystyle {\beta }_{j,\;k}=\int f(t){\psi }_{j,\;k}^{\ast }(t)dt.}
Коэффициенты {\displaystyle {\alpha }_{k}} дают информацию об общей форме исследуемой функции, тогда как коэффициенты {\displaystyle {\beta }_{j,\;k}} содержат информацию о деталях общей формы.
Уровень разложения задается числом пространств {\displaystyle W_{j}} используемых для анализа.

#### Функцияm0(ω){\displaystyle m_{0}(\omega )}
Утверждение. Пространства {\displaystyle V_{j}} являются вложенными {\displaystyle V_{j}\subset V_{j+1}} , {\displaystyle j\in \mathrm {Z} } при условии, что существует {\displaystyle 2\pi } — периодическая функция {\displaystyle m_{0}(w)\in L_{2}(0,2\pi )} такая, что
{\displaystyle {\hat {\varphi }}(\omega )=m_{0}\left({\frac {\omega }{2}}\right){\hat {\varphi }}\left({\frac {\omega }{2}}\right)}, {\displaystyle (2)}
где {\displaystyle {\hat {\varphi }}(\omega )} — Фурье-образ функции {\displaystyle \varphi (t)} (доказательство см. 2).
Лемма 0.Система функций {\displaystyle \{{\varphi }_{0,\;k}{\bigr |}k\in \mathrm {Z} \}} является ортонормированной в {\displaystyle L_{2}} тогда и только тогда, когда
{\displaystyle \sum _{k}{\bigr |}{\hat {\varphi }}(\omega +2\pi k){\bigr |}^{2}=1}. (3)
Лемма 1. Положим, что {\displaystyle \{{\varphi }_{0,\;k}{\bigr |}k\in \mathrm {Z} \}}представляет собой ортонормированный базис в {\displaystyle L_{2}} . Тогда для любой {\displaystyle 2\pi } -периодической функции, удовлетворяющей условию (2), имеет место равенство:
{\displaystyle {\bigr |}{m}_{0}(\omega ){\bigr |}^{2}+{\bigr |}{m}_{0}(\omega +\pi ){\bigr |}^{2}=1}. (4)
Лемма 2.В том случае, если {\displaystyle \varphi (t)} представляет собой скейлинг-функцию, образующую совместно со своими трансляциями и дилатациями пространства многомасштабного анализа, тогда как {\displaystyle m_{0}(\omega )} — {\displaystyle 2\pi } -периодическую функцию из {\displaystyle L_{2}(0,2\pi )} , удовлетворяющую условию (2), обратное преобразование Фурье образа
{\displaystyle {\hat {\psi }}(\omega )=m_{1}\left({\frac {\omega }{2}}\right){\hat {\varphi }}\left({\frac {\omega }{2}}\right)}, {\displaystyle (5)}
где
{\displaystyle m_{1}(\omega )=m_{0}^{*}(\omega +\pi )\exp(-jw)} — вейвлет-функция. (6)
Таким образом, скейлинг-функция {\displaystyle \varphi (t)} и материнская вейвлет-функция {\displaystyle \psi (t)} определяются {\displaystyle 2\pi } -периодической функцией {\displaystyle m_{0}(w)\in L_{2}(0,2\pi )} согласно (2), (5), обладающей определенными свойствами (3), (4), (5) + должно выполняться условие
{\displaystyle m_{0}(0)=0}.

## Вейвлеты Р. Койфмана — койфлеты
Вейвлеты Добеши и койфлеты индуцируются общей {\displaystyle 2\pi } -периодической функцией {\displaystyle m_{0}(w)\in L_{2}(0,2\pi )}, но для койфлетов к ней добавляется набор условий, определяющих равенство нулю моментов соответствующей скейлинг-функции, что весьма полезно в задачах аппроксимации.
Теорема. В том случае, если функция принадлежит пространству Соболева и при этом ядро аппроксимации удовлетворят некоторому условию моментов (равенство нулю), тогда аппроксимация данной функции обладает наперед заданной точностью. Обратно: для аппроксимации, обладающей известной сходимостью, ядро аппроксимации удовлетворяет некоторому условию моментов.
Для построения вейвлетов Добеши и койфлетов рассмотрим функцию {\displaystyle m_{0}(\omega )} :
{\displaystyle m_{0}(\omega )=\left({\frac {1+\exp(-j\omega )}{2}}\right)^{N}L(\omega ),}
где {\displaystyle L(\omega )} — тригонометрический полином. Для построения койфлетов потребуем выполнение следующих условий:
1. {\displaystyle \int \varphi (t){t}^{l}dt=0,l=1,..,N-1;}
2. {\displaystyle \int \varphi (t)tdt=1;}
3. {\displaystyle \int \psi (t){t}^{l}dt=0,l=0,..,N-1.}

Или в частотной области:
1. {\displaystyle {\hat {\varphi }}^{(l)}(0)=0,l=1,..,N-1;}
2. {\displaystyle {\hat {\varphi }}(0)=1;}
3. {\displaystyle {\hat {\psi }}^{(l)}(0)=0,l=0,..,N-1.}

Условие {\displaystyle {\hat {\varphi }}^{(l)}(0)=0} подразумевает {\displaystyle {m}^{(l)}(0)=0,l=1,..,N-1;}.
Если существует некоторое число {\displaystyle N=2K,K\in \mathrm {N} }, тогда, согласно работе  рассматриваемая функция {\displaystyle m_{0}(\omega )} для койфлетов может быть представлена в виде:
{\displaystyle m_{0}(\omega )=\left({\frac {1+\exp(-j\omega )}{2}}\right)^{2K}{P}_{1}{}(\omega ),}
где
{\displaystyle {P}_{1}(\omega )=\sum _{k=0}^{K-1}\left[\left({\begin{array}{c}{\frac {k}{K-1+k}}\end{array}}\right)\left(\sin({\frac {\omega }{2}})\right)^{2k}+\left(\sin({\frac {\omega }{2}})\right)^{2K}F(\omega )\right],} (7)
{\displaystyle F(\omega )} — тригонометрический полином, выбираемый так, чтобы выполнялось условие:
{\displaystyle {\bigr |}{m}_{0}(\omega ){\bigr |}^{2}+{\bigr |}{m}_{0}(\omega +\pi ){\bigr |}^{2}=1}.
Определение. Вейвлет-функции, полученные с использованием полинома {\displaystyle m_{0}(\omega )} в виде (7), называются койфлетами уровня {\displaystyle N=2K} .

## Преимущества и применение койфлетов
- Вейвлет-функции с компактными носителями, например, такие как вейвлеты Добеши и койфлеты, наиболее качественно выделяют локальные особенности сигналов.
- Койфлеты более симметричны чем, например, вейвлеты Добеши, что дает лучшую аппроксимацию при изучении симметричных сигналов.
- Наличие у койфлетов нулевых моментов скейлинг-функции приводит к лучшей сжимаемости.